# زنده باد عشق
زنده باد عشق آلبومی رسمی از حسن شماعی‌زاده است. این آلبوم در سال ١٣۶٧ توسط پارس ویدیو انتشار شد. این آلبوم به صورت کاست در بازار عرضه شد و آهنگ های پرآوازه این آلبوم میتوان به زنده باد عشق، دای لالای، بد نگو اشاره کرد در این آلبوم حسن شماعی‌زاده با همکاری های هنرمندانی مثل آندرانیک آساطوریان ، لیلا کسری و ایرج رزمجو توانست این آلبوم را انتشار کند. این آلبوم جزوه بهترین آلبوم ها و آهنگ های حسن شماعی‌زاده است که منتشر شده است.

## رویداد ها
آهنگ زنده باد عشق تا به امروز توسط خیلی ها بازخوانی شده است و زیاد شنیده شده است

## زنده باد عشق (۱۹۸۸)
| نام ترانه    | ترانه‌سرا   | آهنگساز       | تنظیم          |
| ------------ | ---------- | ------------- | -------------- |
| زنده باد عشق | هدیه       | حسن شماعی‌زاده | لقمان ادهمی    |
| حالا حالاها  | هدیه       | حسن شماعی‌زاده | مجید قربانیان  |
| نگو نگو      | ایرج رزمجو | حسن شماعی‌زاده | فریدون حیدرنیا |
| من چرا عاشقم | هدیه       | حسن شماعی‌زاده | آندرانیک       |
| بی ستاره     | هدیه       | حسن شماعی‌زاده | مجید قربانیان  |
| دای لالای    | هدیه       | حسن شماعی‌زاده | فریدون حیدرنیا |